# Guy Walks into a Bar...
Guy Walks into a Bar... è il terzo album del gruppo musicale statunitense Mini Mansions, pubblicato il 26 luglio 2019. Dall'album è stato estratto il singolo GummyBear.

## Storia
La registrazione dell'album iniziò nel dicembre 2015. Tuttavia, poiché i membri della band erano impegnati in progetti separati, come Michael Shuman nei Queens of the Stone Age e Zach Dawes e Tyler Parkford impegnati nei concerti di The Last Shadow Puppets e Arctic Monkeys, la venne completata nel 2018.
Guy Walks into a Bar...venne scritto avendo "in mente narrazione sull'amore". In particolare, il cantante Michael Shuman ha basato i testi su una relazione che ha avuto, "dalla fase dell'euforia iniziale al processo di separazione".
I brani dell'album sono stati suonati per la prima volta quando i Mini Mansions hanno aperto per gli Arctic Monkeys nelle tappe australiane e neozelandesi del tour di Tranquility Base Hotel & Casino.

## Accoglienza
L'album ha ricevuto recensioni generalmente positive da parte dei critici, con un punteggio totale di 79/100 su Metacritic, con Roisin O'Connor del The Independent che scrive che l'album presenta "un pop psichedelico esteso, un post-punk squallido e riferimenti al rock" e ha una "superba dinamica che attira l'attenzione dell'ascoltatore, mentre la band attraversa un'unica e tumultuosa relazione".
La rivista Clash ha definito l'album un "ritorno contagioso, espresso con sicurezza ed eleganza. La superba scrittura dei brani della band rimane intatta, mentre la produzione è stata amplificata assorbendo nuovi elementi nel processo."

## Tracce
1. Should Be Dancing – 4:29
2. Bad Things (That Make You Feel Good) – 3:01
3. Don't Even Know You – 3:36
4. Forgot Your Name – 3:02
5. I'm in Love – 3:27
6. Time Machine – 3:38
7. Works Every Time – 4:37
8. Living in the Future – 4:21
9. GummyBear – 4:02
10. Hey Lover (feat. Alison Mosshart) – 5:45
11. Tears in Her Eyes – 4:56